# Trung Dân
Nguyễn Trung Dân (sinh ngày 20 tháng 7 năm 1967), thường được biết đến với nghệ danh Trung Dân, là một nam diễn viên người Việt Nam.

## Tiểu sử
Trung Dân tên đầy đủ là Nguyễn Trung Dân, sinh ngày 20 tháng 7 năm 1967 ở xã Nhị Bình, Hóc Môn, Sài Gòn trong một gia đình sinh sống bằng nghề nông. Từ nhỏ, ông đã có lòng đam mê biểu diễn trên sân khấu nên sau khi tốt nghiệp cấp 3, ông đã nộp đơn thi vào trường Nghệ thuật Sân khấu II (nay là Trường Đại học Sân khấu – Điện ảnh Thành phố Hồ Chí Minh) và tốt nghiệp khóa diễn viên vào năm 1992.

## Cuộc sống riêng
Ông đã quyết định xây dựng gia đình với Phạm Thị Phương. Ông hiện đang có hai con gái Thảo Nguyên và Thảo Ngân.

## Sản phẩm đã tham gia

### Diễn viên
| Năm  | Kịch                                     | Vai                 |
| ---- | ---------------------------------------- | ------------------- |
| 1994 | Đứa con tiền kiếp                        | Thầy lý             |
| 1998 | Cậu Đồng                                 | Ông cậu             |
| 1999 | Anh Chàng Xỏ Lá                          | Ông già keo kiệt    |
| 2002 | NXNX 3: Dế mèn phiêu lưu ký              | Xén tóc             |
| 2002 | NXNX 4: Hoàng tử Sọ Dừa                  | Công tử Quý         |
| 2003 | NXNX 5: Cô bé Lọ Lem                     | Quan cận thận       |
| 2003 | NXNX 6: Người đẹp và quái vật            | Mộng đèn, người hầu |
| 2003 | Tin ở hoa hồng                           | Ông Đối             |
| 2003 | Tiếng vạc sành                           | Ba Hòm              |
| 2004 | Phép lạ                                  | Hoàng               |
| 2006 | Cậu Đồng                                 | Ông cậu             |
| 2007 | Kim Vân Kiều (cải lương)                 | Quan huyện          |
| 2011 | Hai                                      | Ngôi trường số 13   |
| 2015 | Danh hài đất Việt: Thiên duyên tiền định | Ông Tám Mai Mối     |
| 2015 | Danh hài đất Việt: Tình mẹ               | Khách mua nhà       |
| 2015 | Danh hài đất Việt: Siêu trộm             | Tên ăn trộm         |
| 2015 | Danh hài đất Việt: Chuyên án kỳ cục      | Quan xã trưởng      |
| 2015 | Danh hài đất Việt: Lu Bể Lu Lành         | Lu Lành             |
| 2015 | Danh hài đất Việt: Ôi Facebook           | Ông Bảy             |
| 2015 | Danh hài đất Việt: Loạn truyền thông     | Chú Hai             |
| 2015 | Danh hài đất Việt: Trúng thưởng          | Ông Tám Tiền        |
| 2015 | Danh hài đất Việt: Trộm tại gia          | Ông Tư Bần          |
| 2015 | Danh hài đất Việt: Tình xưa tình nay     | Ông Hào             |
| 2015 | Danh hài đất Việt: Tình làng nghĩa xóm   | Ông Tư              |
| 2015 | Diêm vương xử án                         | Phán Quan           |

### Phim
| Năm       | Tên phim                          | Vai                | Chú thích                                            |
| --------- | --------------------------------- | ------------------ | ---------------------------------------------------- |
| 1993      | Cổ tích Việt Nam: Ai mua hành tôi | Vua                |                                                      |
| 1997      | Đất phương Nam                    | Úc Lục Lâm         |                                                      |
| 2002      | Cổ tích Việt Nam: Tam và Tứ       | Tứ                 |                                                      |
| 2003      | Cổ tích Việt Nam: Bài học nhớ đời | Năm Khế            |                                                      |
| 2004      | Cổ tích Việt Nam: Sự tích quả roi | Tư Râu             |                                                      |
| 2004      | Cổ tích Việt Nam: Bính và Đinh    | Bính               |                                                      |
| 2008      | Cô gái xấu xí                     | Luật sư Kha        |                                                      |
| 2008      | Một ngày không có em              | Ông Hiển           |                                                      |
| 2009      | Ra giêng ai cưới em?              | Ông Đình Quân      |                                                      |
| 2009      | Hoa ngũ sắc                       | Ông Trọng          |                                                      |
| 2009      | Ký ức mong manh                   | Ông Khang          |                                                      |
| 2009      | Cuộc phiêu lưu của Hai Lúa        | Ông Ba Đời         |                                                      |
| 2010      | Nhật ký Bạch Tuyết                | Chú lùn vệ sĩ      |                                                      |
| 2010      | Cuộc chiến hoa hồng 2             | Ông Bình           |                                                      |
| 2011      | Cô dâu đại chiến                  | Cha xứ             |                                                      |
| 2011      | Cột mốc 23                        | Thầy pháp          |                                                      |
| 2012      | Khát vọng thượng lưu              | Ba Lê              |                                                      |
| 2013      | Duyên trầu cau                    | Ông Út Trắc        |                                                      |
| 2013      | Đường đua                         | Cha của Lộc        |                                                      |
| 2014      | Hàng xóm                          | Ông Quốc           |                                                      |
| 2015      | Em là bà nội của anh              | Ông chủ tiệm thuốc |                                                      |
| 2015      | Báu vật                           | Ông Năm            |                                                      |
| 2015      | Đổi đời                           | Ông Tuyền          |                                                      |
| 2016      | Xúc xắc xúc xẻ                    | Ông Lý             |                                                      |
| 2016      | 4 năm, 2 chàng, 1 tình yêu        | Tài xế của Tuấn    |                                                      |
| 2016      | Sài Gòn, anh yêu em               | Chú xe ôm          |                                                      |
| 2016      | Bệnh viện ma                      | Ông 3 nhà xác      |                                                      |
| 2016      | Taxi em tên gì?                   | Ông Tài            |                                                      |
| 2016      | Con Nhà Giàu                      | Kế Hiền Toại       |                                                      |
| 2017      | Lô tô                             | Ông Toàn           |                                                      |
| 2018      | Về quê ăn tết                     | Ông Tư Ếch         |                                                      |
| 2018      | Dâu Tây đón tết                   | Ông Mùi            |                                                      |
| 2018      | Gia đình số -bít                  | Ông Trọng          |                                                      |
| 2019–2021 | Bí kíp hạnh phúc                  | Ông Trung          |                                                      |
| 2019      | Chàng rể tuổi Hợi                 | Ông Ba Trư         |                                                      |
| 2019      | Thế là Tết                        | ông Nghĩa          |                                                      |
| 2019      | Cua lại vợ bầu                    | Ông Trung          |                                                      |
| 2019      | Bắc Kim Thang                     | ông Tư lái đò      |                                                      |
| 2020      | Nghề thế thân                     | Ông Bảy Qua        |                                                      |
| 2020      | Gia đình võ thuật                 | Ông Trần Cương     |                                                      |
| 2020      | Trái tim quái vật                 | Chú Phan           |                                                      |
| 2021      | Tổ ấm lạ kỳ                       | Ông Chung          |                                                      |
| 2021      | Người cha bất đắc dĩ              | Ông Hữu Phong      |                                                      |
| 2021      | Kiếm chồng cho mẹ chồng           | Ông Bách Chiến     | thay vai của Chí Tài (vì trước khi quay thì qua đời) |
| 2021      | Mẹ ác ma, cha thiên sứ            | Ông Ngoại          |                                                      |
| 2021      | Hương tình yêu                    | Ông Chín           |                                                      |
| 2021      | Ngôi sao về làng                  | Ông Liệng          |                                                      |
| 2021      | Cười cùng bác Ba Phi              | Bác ba Phi         |                                                      |
| 2022      | Hẻm 168                           | Ông Đạt            |                                                      |
| 2022      | Oan gia đại chiến                 | Ông Hữu Tài        |                                                      |
| 2022      | Thanh xuân mãi cháy               | Ông Hùng           |                                                      |
| 2022      | Sáu Sang kén rể                   | Ông Sáu            |                                                      |
| 2022      | Đội bóng cầu lông                 | Ông Sáu            |                                                      |
| 2022      | Oan gia đại chiến 2               | Ông Bình           |                                                      |
| 2023      | Chị chị em em 2                   | Bảy Dai            |                                                      |
| 2023      | Vitamin hạnh phúc                 |                    |                                                      |
| 2023      | Hạnh phúc giá bao nhiêu           | Ông Vui            |                                                      |
| 2023      | Đất rừng phương Nam (phim)        | Ba Sang            |                                                      |
| 2023      | Bay lên giai điệu sống            | Ông Cường          | SCTV                                                 |
| 2024      | Gặp lại chị bầu                   |                    | Cameo                                                |
| 2024      | Ma da                             | Ông Tư             |                                                      |
| 2024      | Kính vạn hoa: Bắt đền con ma      | Ông Nội            |                                                      |

### Dẫn chương trình
- Nhà nông vượt khó (Đài Phát thanh - Truyền hình Sóc Trăng)
- Chuyện không của riêng ai (HTV7)

### Tác giả
- Tiếng vạc sành (2003)
- Đê làng (2004)
- Thằng khờ (2004)
- Bí mật giếng làng Khủm (2023)
- Má ơi út dìa (2024)

## Các tiết mục trình diễn trên sân khấu hải ngoại

### Trung tâm Thúy Nga
| STT | Tiết mục                                 | Thể hiện với                               | Chương trình                  | Năm  |
| --- | ---------------------------------------- | ------------------------------------------ | ----------------------------- | ---- |
| 1   | Hài kịch: Từ Thiện (Trung Dân)           | Hoài Linh, Chí Tài, Thanh Phương           | Paris By Night 123            | 2017 |
| 2   | Hài kịch: Tết Quê (Trung Dân)            | Chí Tài, Hoài Tâm, Thanh Hằng, Quỳnh Hương | Paris By Night 124            | 2018 |
| 3   | Hài kịch: Của Ai (Trung Dân)             | Hoài Linh, Chí Tài, Quỳnh Hương            | Paris By Night 126            | 2018 |
| 4   | Hài kịch: Chuyện Ngày 30 Tết (Trung Dân) | Hoài Linh, Chí Tài, Hoài Tâm, Việt Hương   | Paris By Night 128            | 2019 |
| 5   | Hài kịch: Trúng (Trung Dân)              | Hoài Linh, Gia Linh, Bảo Bảo               | Paris By Night Tiếu Vương Hội | 2023 |
| 6   | Hài kịch: Cô Đơn Trên Salon (Gia Linh)   | Hoài Linh, Minh Dự, Gia Linh               | Paris By Night 136            | 2024 |

## Giải thưởng
- Cù Nèo Vàng năm 2005.[4][5]
- Nghệ sĩ hài được yêu thích nhất - Giải thưởng truyền hình HTV lần 2 năm 2008.[6]
- Huy chương vàng tại Hội diễn sân khấu kịch nói chuyên nghiệp toàn quốc năm 2009.[7]